# Bohnsdorf

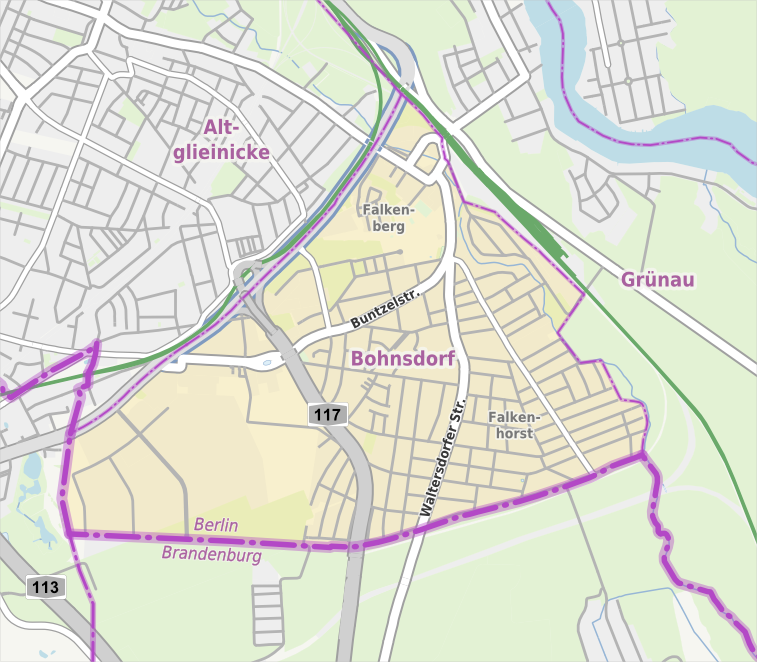
Mappa del quartiere

Bohnsdorf è un quartiere (Ortsteil) di Berlino, appartenente al distretto (Bezirk) di Treptow-Köpenick.

## Storia
Già comune autonomo, venne annessa nel 1920 alla "Grande Berlino", venendo assegnata al distretto di Cöpenick.